# Разумов Ілля Степанович
Ілля́ Степа́нович Ра́зумов (рос. дореф. Илия Степановичъ Разумовъ; близько 1778, Російська імперія — 9 листопада (21 листопада) 1827, Миколаїв, Херсонська губернія, Російська імперія) — російський кораблебудівник XIX століття, перекладач, полковник корпусу корабельних інженерів, що збудував понад 100 суден різного рангу і класу для Російського імператорського флоту, зокрема перший лінійний корабель, спроєктований за параболічним методом і перший колісний військовий пароплав Чорноморського флоту Російської імперії.

## Життєпис

### Ранні роки
Народився близько 1778 року в дворянській сім'ї оберофіцера Степана Разумова. 
У 1790 році почав службу тіммерманівським учнем на верфях Санкт-Петербурга. У віці 16 років разом з корабельним будівничим І. В. Курепановим відряджений до Англії для вдосконалення в галузі кораблебудування. У 1799 році проведений у корабельні підмайстри.
Під час Війни другої коаліції перебував у російсько-англійській ескадрі Голландської експедиції союзних військ, що крейсувала біля голландських берегів, брав участь у бойових діях на острові Тесел. У 1802 році відряджений із Лондона до Гамбурга для закупівлі двох кораблів для російсько-американської компанії. У відрядженні зробив переклади кількох книжок із кораблебудування, одна з яких — «Обчислення вантажу кораблів усіх рангів із поясненням правил, що слугують для визначення якорів і канатів, узяте з французького твору віцеадмірала Тевенарда» — була видана після його повернення у 1805 році.

### Балтійський флот
У 1803 році повернувся з відрядження, викладав кораблебудування в Училищі корабельної архітектури в Санкт-Петербурзі. 17 травня 1804 року проведений у помічники корабельного майстра і призначений у загін з чотирьох кораблів капітан-командора О. С. Грейга, який перейшов з Кронштадта в Середземне море до острова Корфу. 31 грудня 1804 року проведений у XII клас табелю про ранги. У 1805 році на фрегаті «Венус» відряджений на Мальту для закупівлі брига «Летун», на якому повернувся на Корфу. Згодом призначений старшим корабельним майстром в ескадрі адмірала О. С. Грейга Другої Архіпелазької експедиції.
У 1806 році проводив розвідку стройових лісів на острові Санта-Мавра в групі Іонічних островів і на албанському березі. З 1807 по 1809 роки перебував у Трієсті на ескадрі капітан-командора І. Й. Салтанова. 1 січня 1808 року проведений у IX клас, а 24 грудня — в корабельні майстри VIII класу.
У 1810 році повернувся берегом з Трієста в Санкт-Петербург, де разом з будівельником І. В. Курепановим розпочав будівництво двох 44-гарматних фрегатів типу «Амфітрида»: «Автроїл» і «Архіпелаг», спущені на воду 17 вересня 1811 року. У грудні 1811 року самостійно заклав 74-гарматний вітрильний лінійний корабель «Нептунус», який після будівництва і спуску на воду 6 червня 1813 року, увійшов до складу Балтійського флоту. За будівництво корабля був нагороджений грошовою премією в 1500 рублів.
У 1812 році на Галерній верфі Санкт-Петербурга спільно з корабельним майстром Г. С. Ісаковим збудував 60 канонерських човнів, які брали участь у французько-російській війні 1812 року і Війні шостої коаліції 1813—1814 років. У тому ж році призначений начальником третього відділення адміралтейських служителів. У 1816 році перейменуваний в начальники першого відділення адміралтейських служителів.
У 1817 році завершив будівництво 74-гарматного вітрильного лінійного корабля «Фершампенуаз». За відзнаки проведений у VII клас табелю про ранги і нагороджений орденом Святого Володимира IV ступеня. У 1819 році знову відряджений до Англії для купівлі корабля для російсько-американської компанії.

### Чорноморський флот
У 1820 році на прохання адмірала О. С. Грейга Разумов переведений до Миколаєва, де Грейг активно розбудовував Чорноморський флот. Сумарно у Миколаєві протягом 1820—1827 років Разумов збудував понад 40 суден. 22 червня 1822 року був проведений у VI клас табелю про ранги.
У період із 1821 до 1822 року збудував 11 канонерських човнів типу «Зухвала». 27 квітня 1822 року в Миколаївському адміралтействі заклав 74-гарматний лінійний корабель «Пармен», спущений на воду 18 жовтня 1823 року. За день до спуску, 17 жовтня 1823 року, заклав 80-гарматний лінійний корабель «Пантелеймон», спущений на воду 8 листопада 1824 року, і 110-гарматний лінійний корабель «Париж», спущений на воду 23 вересня 1826 року. Протягом 1824—1827 років збудував п'ять транспортів спеціального будівництва: «Чайка», «Змія», «Досвід», «Успіх» і «Сухум-Кале». 23 вересня 1826 року заклав 84-гарматний лінійний корабель «Імператриця Марія» — перший корабель, спроектований за параболічним методом, спущений на воду 17 жовтня 1827 року. Усі кораблі, збудовані під керівництвом Разумова брали участь у російсько-турецькій війні 1828—1829 років і Абхазьких операціях.
З ініціативи адмірала О. С. Грейга розробив креслення і збудував перші на Чорному морі військові пароплави. 17 березня 1823 року заклав перший російський паровий колісний паровий військовий 14-гарматний пароплав «Метеор», спущений на воду 15 червня 1825 року. На кораблі було встановлено дві парові машини заводу Берда загальною потужністю 60 кінських сил. У 1826 році збудував військовий пароплав «Блискавка», на якому було встановлено дві парові машини Іжорського заводу загальною потужністю 80 кінських сил, швидкість пароплава досягала 5,5 вузлів. У тому ж році призначений О. С. Грейгом слідкувати за будівництвом пароплава «Одеса».
Помер 9 листопада 1827 року в Миколаєві в чині полковника корпусу корабельних інженерів.

## Нагороди
- Орден Святого Володимира IV ступеня (1817).